# Miguel Roa García
Miguel Roa García (Madrid, 7 d'abril de 1944 - Illescas, 4 de febrer de 2016) va ser un director d'orquestra espanyol.

## Biografia
Va completar els seus estudis musicals a Madrid, Itàlia i Estats Units, i els seus inicis en la direcció van ser en el Teatre Eslava de Madrid on va estrenar Rigoletto amb tan sols 20 anys. Va seguir amb la seva carrera a l'Orquestra Joventuts Musicals, la Santa Cecilia de Pamplona i posteriorment a l'Opera lírica de Chicago i al Teatre Massimo Bellini de Catània. Entre 1974 i 1978, va tornar a Espanya, on va dirigir el Cor Nacional i va ser segon director dels Festivals d'Òpera madrilenys, al mateix temps que va treballar com a professor a l'Escola Superior de Cant.
El 1978 va instal·lar-se finalment en el Teatre de la Zarzuela, on va ser director des de 1985 i durant més de vint-i-cinc anys. Al llarg de tota la seva vida va ser un músic compromès amb la sarsuela i va destacar la seva tasca de difusió i defensa del gènere més enllà d'Espanya. Així, va col·laborar amb Plácido Domingo en la seva difusió internacional (Chicago, Londres, Múnic, entre altres ciutats) i va ser el primer director que estrenava una sarsuela, Luisa Fernanda, a la Scala de Milà. Va col·laborar com a director també amb la Companyia Nacional de Dansa en els seus inicis i la Companyia Lírica Nacional, recorrent Europa (França, Itàlia, Regne Unit), Estats Units (Òpera de Los Angeles) i l'Argentina (Teatre Colón). El 2001 va fer una gira per Mèxic i Estats Units amb l'Orquestra de la Comunitat de Madrid que va incloure un concert en el Carnegie Hall novaiorquès.
Del conjunt de la seva producció discogràfica, en destaquen les seves interpretacions de El gato montés de Manuel Penella, amb Teresa Berganza, Plácido Domingo i el cor titular del Teatre Líric Nacional, amb l'Orquestra Simfònica de Madrid (1998), Doña Francisquita, d'Amadeo Vives amb Ainhoa Arteta, Plácido Domingo i Linda Mirabal amb el cor del Gran Teatre de Còrdova i l'Orquestra Simfònica de Sevilla, El hijo fingido. Comedia lírica en un prólogo y dos actos. de Joaquín Rodrigo (2002) i Preludios y coros para zarzuelas (2003).
Al llarg de la seva carrera va obtenir diferents guardons, entre els quals destaquen el Premi al Millor Intèrpret de Música Clàssica, el Premi Federico Romero a la Millor Trajectòria com a Director Musical en el Gènere Líric i el Premi de Cultura de la Comunitat de Madrid.